# Плота (Старооскольский городской округ)
Плота — село в Старооскольском городском округе Белгородской области, входящее в состав Шаталовской сельской территории. Расстояние до Старого Оскола составляет 50 км.

## История
Название нынешнего села Плота происходит от речки Плота. Также называется и балка, по которой она течет. Первое упоминание о хуторе — 1749 год.
В 1931 году на хуторе был организован колхоз «Имени И.В. Сталина».
В 1969 году построен клуб в хуторе Плота. Также во второй половине 60-х годов Плота была электрифицирована.
В 1979 году Плота насчитывала 283 жителя, через десять лет — 160. В 1997 году в Плоте было 64 домовладения и 133 жителя.

## Население
| 2002 | 2010 |
| ---- | ---- |
| 97   | ↘71  |